# Supercopa de España 2003
La Supercopa de España 2003 è stata la ventesima edizione della Supercoppa di Spagna.
Si è svolta nell'agosto 2003 in gara di andata e ritorno tra il Real Madrid, vincitore della Primera División 2002-2003, e il Maiorca, vincitore della Coppa del Re 2002-2003.
A conquistare il titolo è stato il Real Madrid che ha perso la gara di andata a Palma di Maiorca per 2-1 e ha vinto quella di ritorno a Madrid per 3-0.

## Partecipanti
| Squadre     | Qualificazione                             | Partecipazioni precedenti (il grassetto indica la vittoria) |
| ----------- | ------------------------------------------ | ----------------------------------------------------------- |
| Real Madrid | Vincitore della Primera División 2002-2003 | 8 (1982, 1988, 1989, 1990, 1993, 1995, 1997, 2001)          |
| Maiorca     | Vincitore della Coppa del Re 2002-2003     | 1 (1998)                                                    |

## Tabellini

### Andata
| Arbitro: | Pérez Burrull |

|                        |           |          |
| Bruggink 45’ Eto'o 47’ | Marcatori | 18’ Figo |

| Maiorca | Real Madrid |

| Maiorca:      |    |                    |     |     |
|               |    |                    |     |     |
| P             | 25 | Leo Franco         |     |     |
| D             | 8  | David Cortés       |     |     |
| D             | 20 | Miguel Ángel Nadal |     |     |
| D             | 5  | Fernando Niño      |     |     |
| D             | 16 | Poli               | 52’ |     |
| C             | 2  | Alejandro Campano  |     | 64’ |
| C             | 18 | Marcos             |     |     |
| C             | 10 | Ariel Ibagaza      |     |     |
| C             | 28 | Toni González      |     | 59’ |
| A             | 17 | Arnold Bruggink    |     | 78’ |
| A             | 9  | Samuel Eto'o       |     |     |
| Sostituzioni: |    |                    |     |     |
| C             | 3  | Txomin Nagore      |     | 59’ |
| C             | 11 | Jovan Stanković    |     | 64’ |
| A             | 19 | Jesús Perera       |     | 78’ |
| Allenatore:   |    |                    |     |     |
| Jaime Pacheco |    |                    |     |     |

| Real Madrid:   |    |                   |     |     |
|                |    |                   |     |     |
| P              | 1  | Iker Casillas     |     |     |
| D              | 2  | Míchel Salgado    |     |     |
| D              | 6  | Iván Helguera     |     |     |
| D              | 22 | Francisco Pavón   | 34’ | 54’ |
| D              | 3  | Roberto Carlos    |     |     |
| C              | 23 | David Beckham     |     | 54’ |
| C              | 19 | Esteban Cambiasso |     | 75’ |
| C              | 5  | Zinédine Zidane   | 70’ |     |
| C              | 10 | Luís Figo         |     |     |
| A              | 7  | Raúl (c)          |     |     |
| A              | 11 | Ronaldo           | 18’ |     |
| Sostituzioni:  |    |                   |     |     |
| D              | 15 | Raúl Bravo        |     | 54’ |
| C              | 24 | Claude Makélélé   |     | 54’ |
| C              | 14 | Guti              |     | 75’ |
| Allenatore:    |    |                   |     |     |
| Carlos Queiroz |    |                   |     |     |

### Ritorno
| Arbitro: | Medina Cantalejo |

|                                  |           |  |
| Raúl 44’ Ronaldo 52’ Beckham 73’ | Marcatori |  |

| Real Madrid | Maiorca |

| Real Madrid:    |    |                   |  |         |
|                 |    |                   |  |         |
| P               | 1  | Iker Casillas     |  |         |
| D               | 2  | Míchel Salgado    |  |         |
| D               | 15 | Raúl Bravo        |  |         |
| D               | 6  | Iván Helguera     |  |         |
| D               | 3  | Roberto Carlos    |  |         |
| C               | 23 | David Beckham     |  |         |
| C               | 19 | Esteban Cambiasso |  |         |
| C               | 5  | Zinédine Zidane   |  |         |
| C               | 10 | Luís Figo         |  | 89’     |
| A               | 7  | Raúl (c)          |  | 70’     |
| A               | 11 | Ronaldo           |  |         |
| A disposizione: |    |                   |  |         |
| P               | 25 | César Sánchez     |  |         |
| D               | 4  | Rubén González    |  |         |
| C               | 14 | Guti              |  | 70’ 86’ |
| C               | 21 | Santiago Solari   |  |         |
| A               | 18 | Javier Portillo   |  | 86’     |
| Allenatore:     |    |                   |  |         |
| Carlos Queiroz  |    |                   |  |         |

| Maiorca:        |    |                    |     |     |
|                 |    |                    |     |     |
| P               | 25 | Leo Franco         |     |     |
| D               | 8  | David Cortés       |     |     |
| D               | 20 | Miguel Ángel Nadal |     |     |
| D               | 5  | Fernando Niño      | 39’ | 75’ |
| D               | 16 | Poli               |     |     |
| C               | 2  | Alejandro Campano  |     | 56’ |
| C               | 18 | Marcos             |     | 86’ |
| C               | 10 | Ariel Ibagaza      | 12’ |     |
| C               | 28 | Toni González      |     |     |
| A               | 17 | Arnold Bruggink    |     |     |
| A               | 9  | Samuel Eto'o (c)   | 45’ |     |
| A disposizione: |    |                    |     |     |
| P               | 30 | Alberto            |     |     |
| C               | 3  | Txomin Nagore      |     | 86’ |
| C               | 11 | Jovan Stanković    |     | 75’ |
| C               | 21 | Vicente            |     |     |
| A               | 19 | Jesús Perera       |     | 56’ |
| Allenatore:     |    |                    |     |     |
| Jaime Pacheco   |    |                    |     |     |